# کپی برابر اصل (مجموعه تلویزیونی)
کپی برابر اصل با نام اولیهٔ برابر با اصل، یک مجموعهٔ تلویزیونی محصول سال ۱۳۹۳ به نویسندگی و کارگردانی و تهیه‌کنندگی سیدجلال الدین دری و احسان نیلی  است که در آبان ۱۳۹۳ از شبکه یک تلویزیون و در سال ۱۳۹۶ از شبکه آی‌فیلم پخش شد. این مجموعه در ۱۴ قسمت ۴۰ دقیقه‌ای تولید شده‌است.

## خلاصه داستان
«مسعود یاوری» جاعل حرفه‌ایی است که به قصد انتقام‌گیری از یک سردفتر (آقای گوهری) به جعل اسناد مشغول می‌شود. «یاوری» نسبت فامیلی دوری با «گوهری» دارد و از آنجا که در گذشته قصد کلاهبرداری از این دفتر را داشته و موفق نشده، تصمیم به انتقام می‌گیرد. به همین دلیل با طرح نقشه‌ای، کارآموزی را وارد دفتر می‌کند تا بتواند از این طریق انتقام بگیرد و…

## بازیگران
بازیگران اصلی این سریال عبارتند از:
- حسن جوهرچی در نقش رضا گوهری
- روناک یونسی در نقش لیلا (همسر رضا گوهری)
- حسام نواب صفوی در نقش بازپرس محمودی
- محمد فیلی در نقش وکیل
- قدیر عیدی‌زاده در نقش گرامی
- نفیسه روشن در نقش شیده
- حدیثه تهرانی در نقش نسرین
- عمار تفتی در نقش آرش
- امید زندگانی در نقش سردفتر
- زهرا اویسی در نقش منشی
- آرمان صورتگر در نقش دکتر